# Santa Cruz (Chandreja de Queija)
Santa Cruz es un lugar español situado en la parroquia de Queija, del municipio de Chandreja de Queija, en la provincia de Orense, Galicia.

## Demografía
| Gráfica de evolución demográfica de Santa Cruz entre 2000 y 2019 |
|                                                                  |
| Datos según el nomenclátor publicado por el INE.                 |